# سلاح نیمه‌خودکار

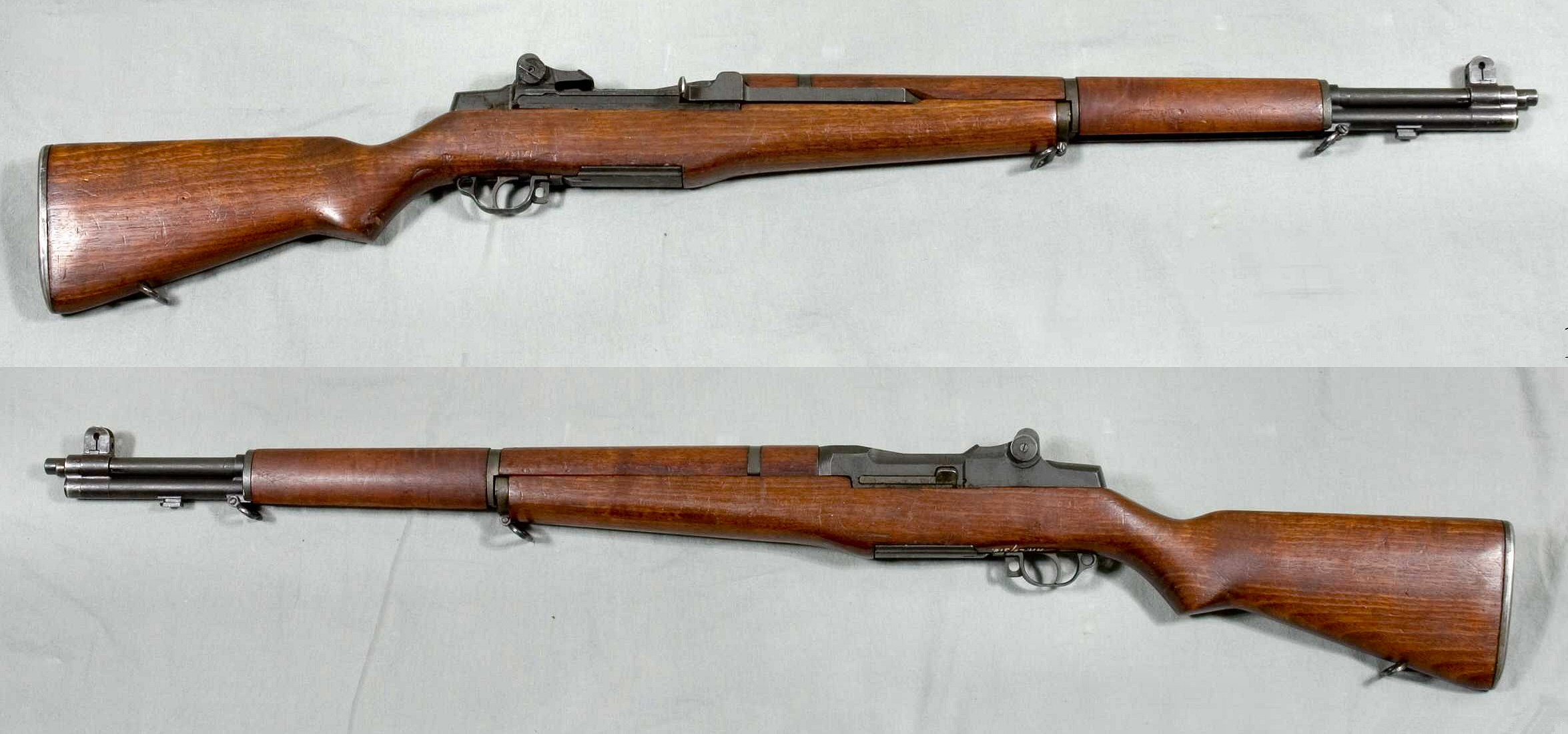
اسلحه ام1 امریکایی

تفنگ نیمه‌خودکار  یا سلاح نیمه‌خودکار (به انگلیسی: Semi-automatic rifle) نوعی سلاح گرم است که در آن با هربار چکاندن ماشه یک تیر شلیک می‌شود. مسلح شدن در این سلاح‌ها به صورت خودکار توسط گاز باروت فشنگ شلیک شده به گونه مستقیم یا نامستقیم انجام می‌شود.
تفنگ ام-یک و کلت از نمونه‌های مشهور سلاح نیمه‌خودکار هستند. برخی از سلاح‌ها مانند ژ-۳ و کلاشنیکف را می‌توان هم به صورت نیمه خودکار و هم به صورت خودکار بکار گرفت. این گونه تفنگ‌ها معمولاً دارای اهرمی هستند که وضعیت خودکار یا نیمه‌خودکار را با آن می‌توان برگزید.